# Signo de Litten
El signo de Litten es un signo clínico que consiste en la visión de manchas algodonosas en la retina durante el examen de fondo de ojo en pacientes con endocarditis infecciosa. Debe su nombre al médico alemán Moritz Litten.